# Czarnków (gmina wiejska)
Czarnków – gmina wiejska w województwie wielkopolskim, w powiecie czarnkowsko-trzcianeckim. W latach 1975–1998 gmina położona była w województwie pilskim.
Siedziba władz gminy to Czarnków.
Według danych z 30 czerwca 2004 gminę zamieszkiwało 10 769 osób.

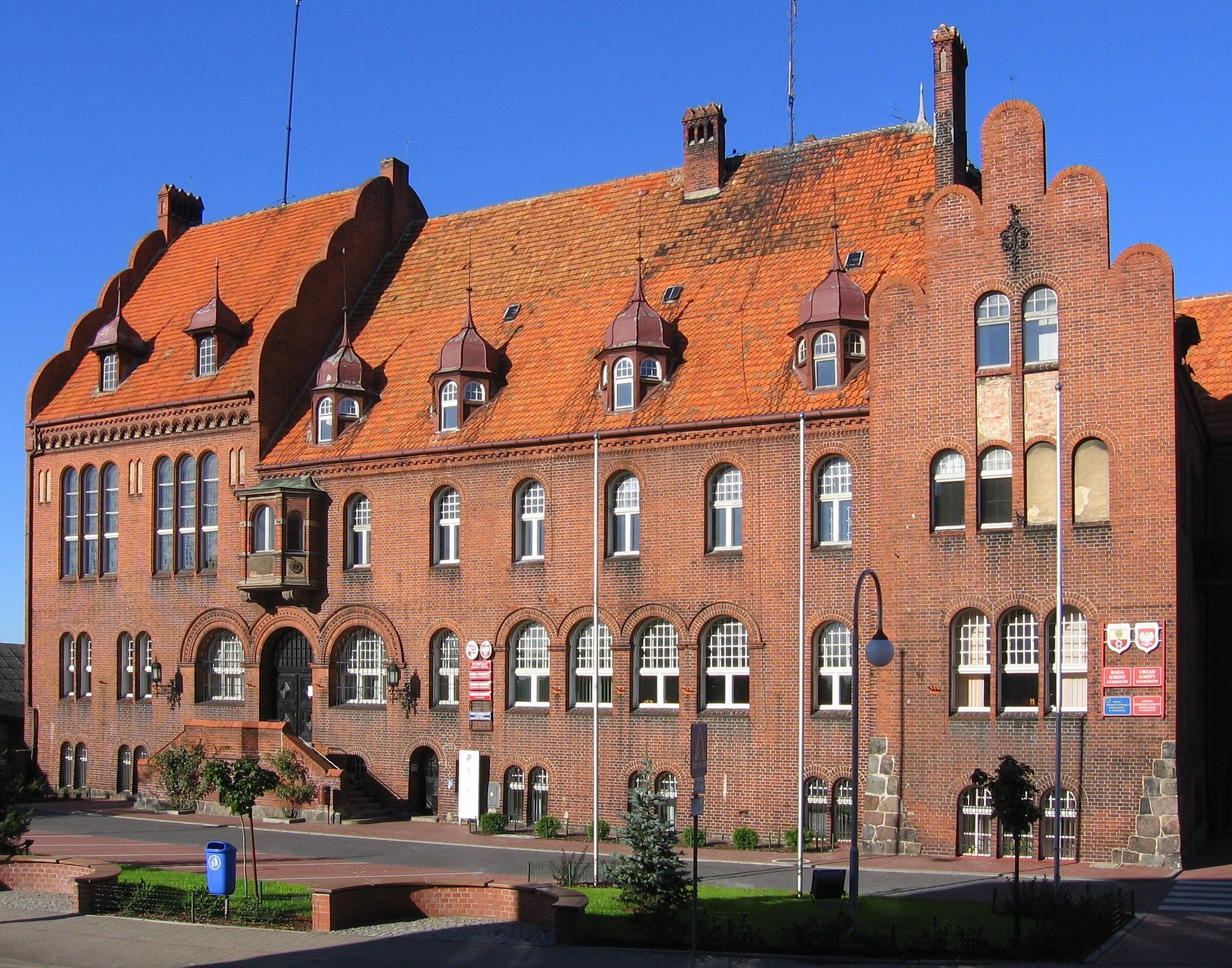
Urząd Gminy Czarnków

## Struktura powierzchni
Według danych z roku 2002 gmina Czarnków ma obszar 347,78 km², w tym:
- użytki rolne: 52%
- użytki leśne: 39%

Gmina stanowi 19,23% powierzchni powiatu.

## Demografia

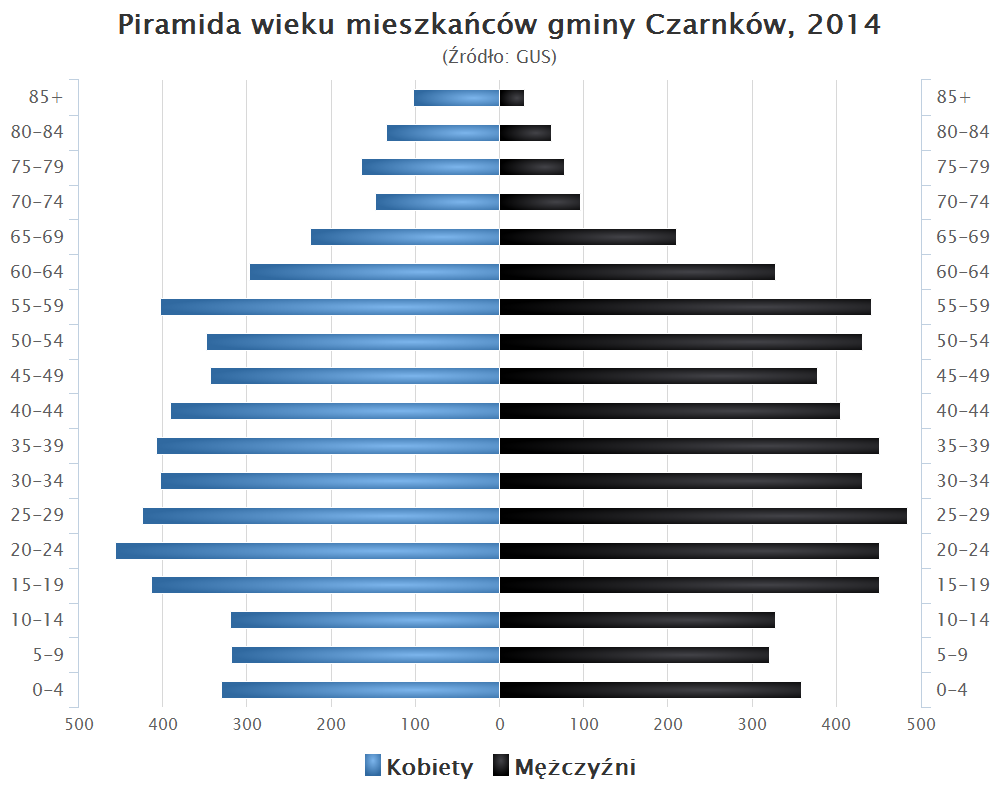
Piramida wieku mieszkańców gminy Czarnków w 2014 roku

Dane z 30 czerwca 2004:
| Opis                              | Ogółem | Ogółem | Kobiety | Kobiety | Mężczyźni | Mężczyźni |
| --------------------------------- | ------ | ------ | ------- | ------- | --------- | --------- |
| jednostka                         | osób   | %      | osób    | %       | osób      | %         |
| populacja                         | 10 769 | 100    | 5379    | 49,9    | 5390      | 50,1      |
| gęstość zaludnienia (mieszk./km²) | 31     | 31     | 15,5    | 15,5    | 15,5      | 15,5      |

## Sołectwa
Białężyn, Brzeźno, Bukowiec, Ciszkowo, Gajewo, Gębice, Gębiczyn, Góra nad Notecią, Grzępy, Huta, Jędrzejewo, Komorzewo, Kuźnica Czarnkowska, Marunowo, Mikołajewo, Pianówka, Radolinek, Radosiew, Romanowo Dolne, Romanowo Górne, Sarbia-Sarbka, Śmieszkowo, Średnica, Walkowice, Zofiowo.

## Pozostałe miejscowości
Ciążyń, Goraj-Zamek, Hutka, Marunówko, Paliszewo, Sobolewo.

## Sąsiednie gminy
Budzyń, Chodzież, Czarnków, Lubasz, Połajewo, Ryczywół, Trzcianka, Ujście, Wieleń